# Alexandre (irmão de Jâmblico I)
Alexandre (em grego: Ἀλέξανδρος; romaniz.: Aléxandros; em latim: Alexandrus) foi o terceiro rei (filarco) do Reino de Emesa de 32 até 31 a.C..

## Vida
Alexandre era filho de Samsigéramo I, o fundador do Reino de Emesa. Aparece em 32 a.C., quando sucedeu seu irmão Jâmblico I (r. 51–32 a.C.) no trono. As circunstâncias que levaram-no a ascender foram as suspeitas que Marco Antônio tinha contra Jâmblico. Seu reinado durou apenas um ano, no entanto, pois logo que Otaviano venceu sua guerra civil contra Marco Antônio, Alexandre foi deposto e executado. O trono de Emesa ficou vago até 20 a.C., quando Otaviano (agora chamado Augusto) instalou Jâmblico II, filho de Jâmblico I. Barbara Levick propôs que a execução de Alexandre ocorreu em 20 a.C., após um longo período no qual o rei não alcançou termos com Otaviano.